# Werner Kolf
Werner Kolf, född 1982 i Amsterdam, är en nederländsk  skådespelare.
Kolf har bland annat medverkat I TV-serien Commandos och spin-off-filmen Commandos: The Mission där han spelade John de Koning, en av huvudrollerna. I filmen Almost Cops spelade han Jack, en av huvudrollerna.

## Filmografi (i urval)
- 2020 – Commandos (TV-serie)
- 2020 – Commandos: The Mission
- 2025 – Almost Cops